# Canis lupus campestris
El lobo de la estepa (Canis lupus campestris) también conocido como lobo del Mar Caspio es una subespecie de lobo gris que habita principalmente en las estepas existentes en torno al mar Caspio, especialmente en el Cáucaso, sur de Kazajistán, norte de los montes Urales llegando en ocasiones a estar presente en zonas del norte de Irán y Afganistán, e incluso en las estepas de Hungría y Rumanía.
De menor tamaño al lobo euroasiático más común (Canis lupus lupus) tiene un peso medio de 35 kilogramos, con un pelaje más denso y corto de color oscuro en su parte superior y grisáceo claro en sus zonas laterales.
Se alimenta de pequeños y medianos mamíferos, llegando a observarse también la caza ocasional de  focas del caspio.